# عبد العزيز العلاوي
عبد العزيز العلاوي (مواليد 27 فبراير 1997) هو لاعب كرة قدم سعودي يلعب حاليًا في نادي العلا.

## مسيرة اللاعب
مثل سابقاً النادي الأهلي في الفئات السنية و لعب بعدها مع نادي أبها ونادي العروبة ونادي أحد في دوري الدرجة الأولى السعودي و وقع عقد لمدة 3 سنوات مع نادي النصر بداية من موسم 2020-2021. و أعير إلى نادي الباطن في صيف 2021 و انتقل إلى نادي العدالة مطلع عام 2023 ولعب بعدها مع نادي أحد ونادي العلا.